# Guy Barker

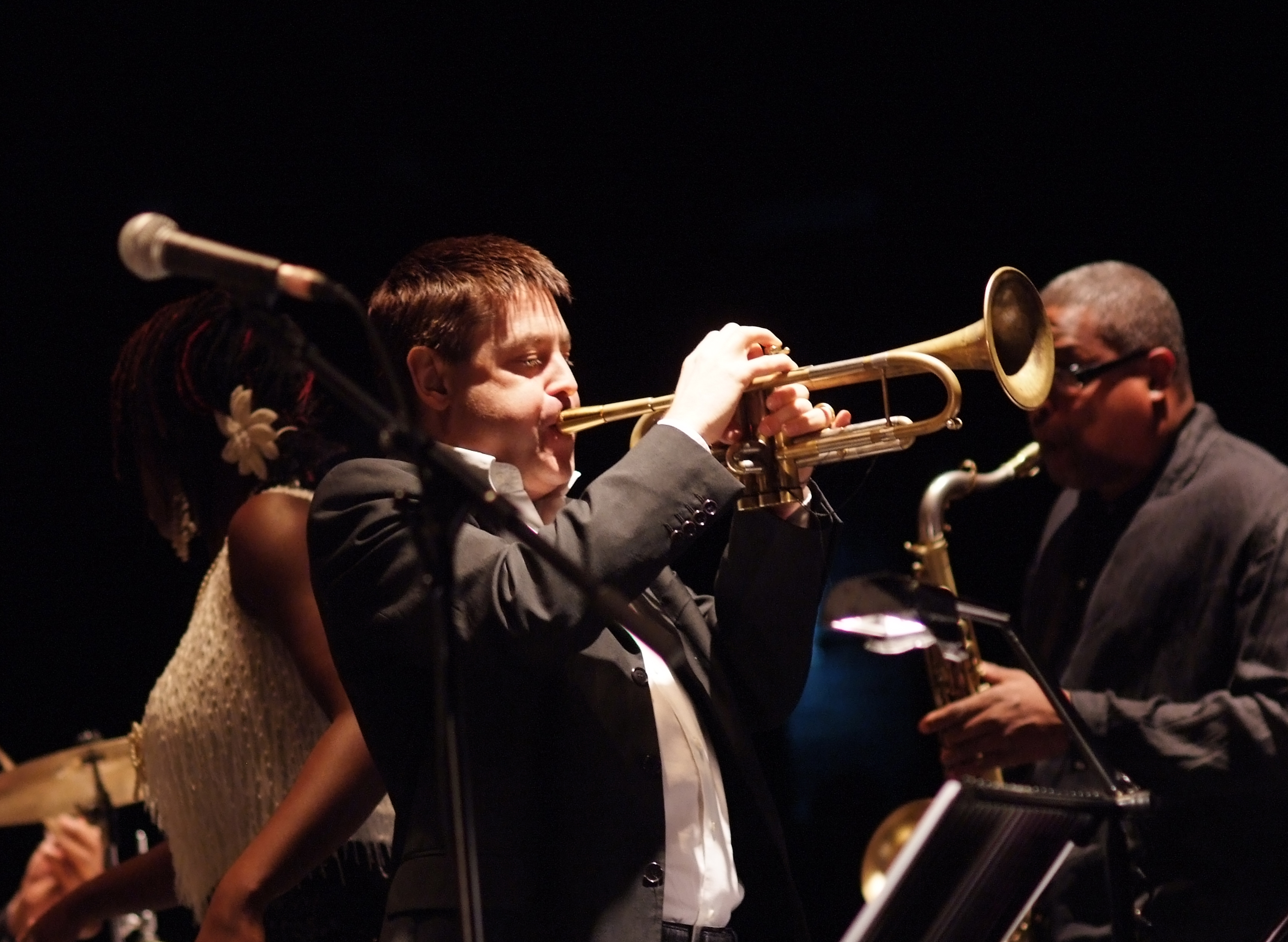
Guy Barker & Jean Toussaint (2007)

Guy Barker (* 26. Dezember 1957 in Chiswick, London) ist ein britischer Jazz-Trompeter und Komponist.

## Leben und Wirken
Barker begann mit zwölf Jahren mit dem Trompetenspiel und spielte schon ein Jahr später im britischen National Youth Jazz Orchestra. Nach Unterrichtsstunden bei Clark Terry 1975 arbeitete Barker in den 1980er Jahren mit John Dankworth, Gil Evans (mit dessen Orchester er 1983 auf Tournee ging und bei Aufnahmen mitwirkte), Lena Horne und Bobby Watson.
Von 1984 bis 1992 war Barker Mitglied des Clark Tracey Quintetts und spielte außerdem mit Traceys Vater Stan und gehörte John Surmans Brass Project an. Als vielbeschäftigter Sideman wirkte er in den 1990ern bei zahlreichen Aufnahmen mit, so im Dedication Orchestra, bei Ornette Coleman, Carla Bley, Georgie Fame, James Carter, Mike Westbrook, Frank Sinatra, Tommy Smith, Colin Towns, sowie den Bands ABC, The The, Erasure, Chris Botti, Wham!, Alphaville, The Moody Blues und Jazz Jamaica Allstars, außerdem bei Sting, Chris Hunter, Mike Oldfield, Cleo Laine, Acoustic Alchemy und XTC.
Seit Anfang der 1990er Jahre leitet Barker eigene Ensembles, in denen er unter anderem mit Denys Baptiste, Perico Sambeat, Bernardo Sassetti, Frank Ricotti, Chris Laurence, Geoff Gascoyne und Gene Calderazzo arbeitete und für die er eigene Kompositionen schrieb. 1991 entstand für das Label Spotlite das Album Isn’t It?; seitdem nahm er unter anderem für Verve Records auf.
Mit den '2015 New Years Honours' erhielt er den Orden 'Member of the Order of the British Empire' (MBE) für Dienste an der Jazzmusik. Schon 2013 hatte er den 'BASCA/PRS for Music Gold Badge' bekommen. Außerdem war er 2014 im zweiten Jahr 'Associate Composer of the BBC Concert Orchestra'. Zudem ist er 'Honorary Vice-President' des National Young Jazz Orchestra (NYJO).

## Diskografie
- 1991: Isn’t It?
- 1994: Into the Blue  (Verve)
- 1998: What Love Is (Emarcy)
- 1999: The Talented Mr Ripley – Soundtrack
- 2000: Timeswing
- 2001: Soundtrack (Provocateur)
- 2007: The Amadeus Project